# 仙台女子商業高等学校
仙台女子商業高等学校（せんだいじょししょうぎょうこうとうがっこう）は、宮城県仙台市青葉区にあった市立高等学校。女子校であった。「仙女商」（せんじょしょう）や「女子商」（じょししょう）などと呼ばれていた。

## 設置学科
- 全日制課程
  - 商業科

## 沿革
- 1944年（昭和19年）4月1日 - 仙台女子商業学校（一部昼間高修2年制　定員400名、二部夜間高修3年制　定員450名）を設立し仙台市五橋高等女学校（仙台市北五番丁高等女学校編入）、昭和高等女学校併設。
- 1946年（昭和21年）3月31日 - 昭和高等女学校廃止。
- 1947年（昭和22年）4月1日 - 学制改革によって新制中学校一部は高修3年制に組織変更。
- 1948年（昭和23年）4月1日 - 学制改革により高等学校に移行し一部の校名を仙台商業高等学校（女子部）と改め、二部は仙台市立女子商業高等学校として独立。
- 1957年（昭和32年）
  - 6月30日 - 仙台市荒巻字山雷神[1][2]2番地（現・仙台市青葉区国見5丁目。北緯38度16分30.4秒 東経140度50分10.2秒）に女子部新校舎竣工。
  - 9月1日 - 仙台女子商業高等学校として独立開校。
- 1982年（昭和57年） - 国見ヶ丘に移転[3]。
- 2009年（平成21年） - 仙台市立仙台商業高等学校に統合・共学化される。

旧・山雷神校地は更地にされて、ほとんどが国見スポーツ広場として、一部が仙台市営国見駅自転車等駐車場として供用されている。既にバス停は廃止されたが、名残として待避線が道路両側にある。また、旧・国見ヶ丘校地は、仙台市立仙台青陵中等教育学校として使用されている。

## 教育目標
- 個性の伸長 
  - 個人の能力・適性を生かし、自主的・意欲的に学習に取り組む態度を養うとともに、知・徳・体の調和のとれた人格を育てる。
- 社会性の陶冶 
  - 個人の尊厳を重んじ、広い視野に立ち、協調の精神をもって民主的で平和な社会生活を営む態度や能力を育てる。
- 職業的な実践力の養成 
  - 専門的な知識・技能を身につけ、勤労を愛し、信頼される職業人として、地域社会に貢献できる能力を育てる。
- 明るく豊かな生活の創造 
  - 情操を豊かにし、心身ともに健康で生涯にわたって学習する意志と明るく幸福な生活を創造する態度を育てる。

## 共学・統合問題
2005年（平成17年）7月、仙台市教育委員会は「仙台市立高等学校のあるべき姿について」として、市立高等学校教育検討委員会の答申を出した。答申によると、これまでの企業への即戦力となる人材育成を前提とした教育のあり方から、進学者が9割という現状に合わせて、それに対応できる教育のあり方を求めている。その方向性で、これまで男子だけの募集だったことに対して、女子商との統合による共学化を提言している。このことは「共学反対」を記者会見で表明した梅原仙台市長も同意しており、その矛盾点については「（自分の出身校（仙台一高）とは違い）それぞれの事情がある」と述べている。2006年（平成18年）5月、市教委は「仙台市立高校再編計画」を策定した。これによると2009年（平成21年）までに女子商と統合をする。校舎は仙商を利用し、女子商校舎は新設される中高一貫校に利用される。
2007年（平成19年）6月、統合後のあり方を検討する仙台市の統合懇談会は、女子商との統合後の校名をめぐって結論がまとまらず、対応を仙台市教育委員会に依頼する。新校名を「仙台商業高等学校」とすることに女子商側から反対意見が出たため、懇談会では答申を出さないことになった。懇談会は「仙台」「商業」を用いた新校名で、校章、校歌も新たに制定する方針で終会した。市教育委員会はその方針に基づいて新校名を決定するため、校名は改称されることが必至な情勢となった。結果的には『仙台商業高等学校』になったが、前に『仙台市立』を付けることが条件で了承された。